# Liubîțke, Novomîkolaiivka
Liubîțke (în ucraineană Любицьке) este localitatea de reședință a comunei Liubîțke din raionul Novomîkolaiivka, regiunea Zaporijjea, Ucraina.

## Demografie
Componența lingvistică a localității Liubîțke
     Ucraineană (94,32%)
     Rusă (5,36%)
     Alte limbi (0,16%)
Conform recensământului din 2001, majoritatea populației localității Liubîțke era vorbitoare de ucraineană (94,32%), existând în minoritate și vorbitori de rusă (5,36%).